# Léon Becker
Pour les articles homonymes, voir Becker.

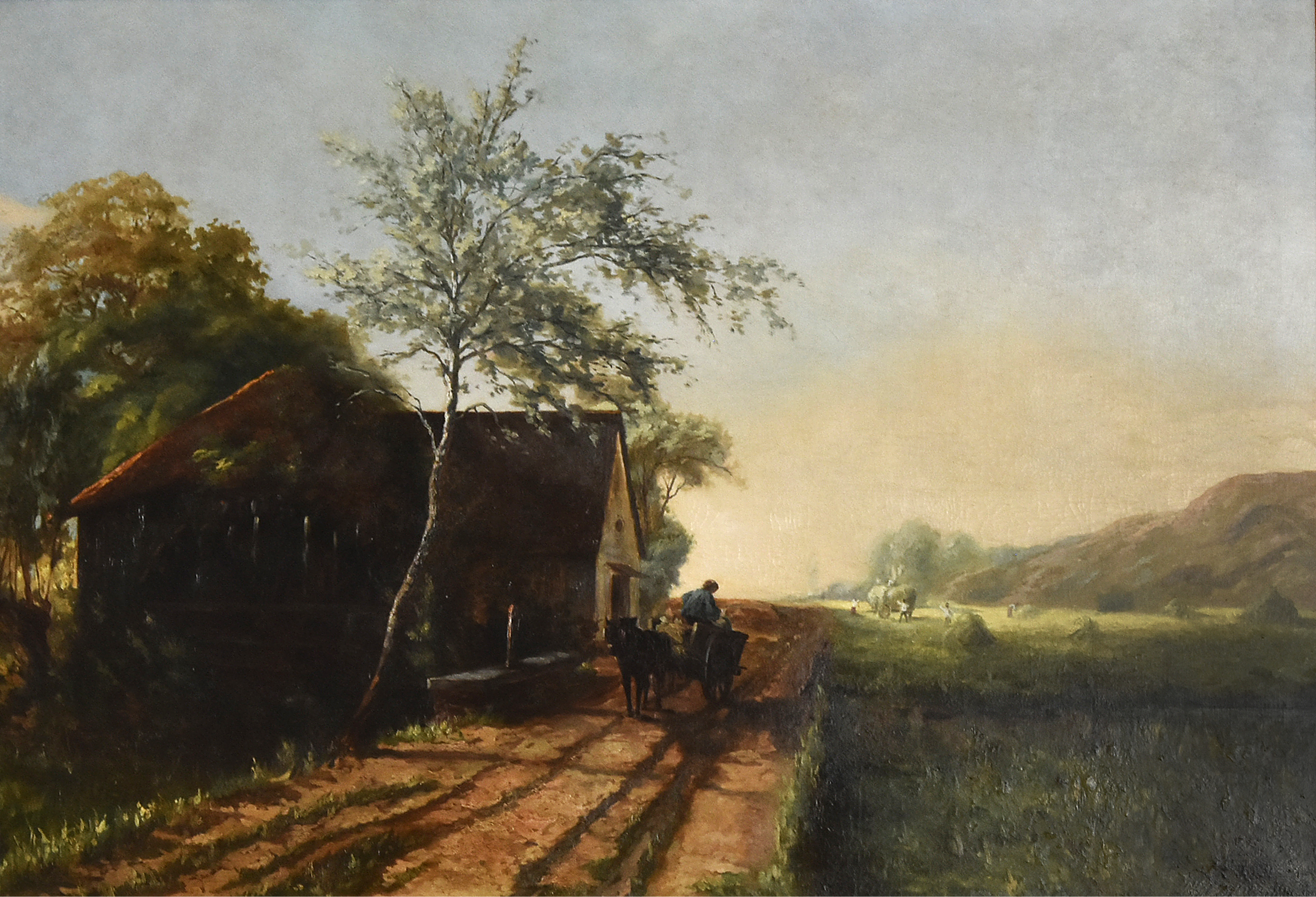
Moulin à Genck, à Genk

Léon Becker est un artiste-peintre et naturaliste belge, né le 27 février 1826 à Bruxelles et mort le 27 janvier 1909 à Saint-Gilles.

## Biographie
Élève de Auguste François-Marie Gorguet et de Auguste Leroux, sociétaire de la Société des artistes français, il obtient en 1926 une mention honorable au Salon des artistes français.
Il se passionne dès son jeune âge pour l'entomologie et notamment l'arachnologie. Il est notamment l'auteur des premières études sur les araignées de Belgique. Il publie entre 1882 et 1896, quatre volumes intitulés Les Arachnides de la Belgique, qu'il illustre lui-même. Ses lithographies sont d'une très grande qualité.
Il étudie également la faune hollandaise, allemande, moldave et hongroise.

## Distinctions
- Chevalier de l'ordre de Léopold (8 mai 1896)[2].